# Pop (canción de 'N Sync)
«Pop» es el primer sencillo por 'N Sync de su tercer álbum, Celebrity. Fue escrita por Wade Robson y Justin Timberlake y producida por BT. La canción tiene como objetivo al criticismo contemporáneo de las boy band y la música pop, y asegura que el público es adictivo de su música y no es una moda. Llegó al número 9 a la lista Billboard Hot 11, y al número 9 en los charts UK Singles.

## Lista de canciones
1. «Pop» [Radio Versión] - 2:55
2. «Pop» [Pablo La Rosa's Hard Sync Mix] - 6:29
3. «Pop» [Deep Dish Cha-Ching Radio Edit] - 4:2
4. «Pop» [Instrumental] - 2:54

## Vídeo musical
El vídeo musical comienza con una chica (Sandra McCoy) sosteniendo un plato de cereales mirando un comercial de Justin Timberlake pareciendo hablándole: "Hey tú! Sí, te estoy hablando a ti, chica atrevida. ¿Necesitas un aah en tú paso? Trata esto para tú talle: i-i-i-i-i-its Pop! I-i-i-it tastes real good and makes you feel kind of funny, not here, not down there, but all up in this area. And, c-coming J-July 24, 2001, Jumbo-pop." (El 24 de julio fue el lanzamiento del álbum Celebrity). 
La chica tira su cereal y la cámara pasa a tres piezas pasando la palabra POP. Después que la música comienza, el vídeo toma lugar en una colorida disco con 'N Sync en un círculo con luz con la palabra "POP", en una seña de neón detrás de ellos. Mientras cantan, Timberlake está en un espiral, y JC Chasez está en el público. 
Hay muchos efectos especiales. Al final del vídeo, Timberlake hace sus pasos de beatbox. EL vídeo debutó en TRL el 30 de mayo de 2001. Esta canción fue tocada en la película de Jimmy Neutrón. El vídeo ganó cuatro MTV Video Music Awards, incluyendo Mejor Video Pop, Mejor Video en Grupo, Mejor Video de Baile y Elección del Público. 
Interpretaron la canción en los VMAs presentado por Jamie Foxx. Al final de la canción, aparecen las palabras "Rey del Pop" y crea la silueta de Michael Jackson antes de que finalmente aparezca en un show sorprendente.

## Posiciones
| Lista (2001)            | Mejor posición |
| ----------------------- | -------------- |
| Australia ARIA Chart    | 10             |
| Austria Singles Chart   | 49             |
| Bélgica Ultratop 50     | 39             |
| Ultratip Valonia        | 14             |
| Canadá Singles Chart    | 1              |
| Official German Charts  | 14             |
| Ireland                 | 23             |
| Italy                   | 34             |
| Single Top 100          | 32             |
| Dutch Top 40            | 34             |
| Nueva Zelanda RIANZ     | 19             |
| Noruega Singles Chart   | 7              |
| Suecia Singles Chart    | 19             |
| Official Charts Company | 11             |
| Suiza Singles Chart     | 40             |
| Spain                   | 11             |
| UK Indie                | 1              |
| UK Singles Chart        | 9              |
| U.S. Billboard Hot 100  | 19             |
| U.S. Mainstream Top 40  | 5              |
| U.S. Rhythmic           | 23             |